# Peneoenanthe pulverulenta
La petroica de manglar (Peneoenanthe pulverulenta) es una especie de ave paseriforme, perteneciente a la familia Petroicidae, del género monotipíco Peneoenanthe.

## Subespecies
- P. p. alligator
- P. p. cinereiceps
- P. p. leucura
- P. p. pulverulenta[4]

## Localización
Es una especie de ave endémica de Australia y Nueva Guinea.